# Heidy Casanova
Heidy Casanova, född 6 november 1998, är en volleybollspelare (högerspiker) från Kuba.
På Kuba spelade hon för Ciudad Habana. Hon debuterade i landslaget vid VM 2014. Under 2017 deltog hon med landslaget vid U20-VM 2017 och U23-VM 2017 i Ljubljana, men efter den senare tävlingen följde hon inte med landslaget tillbaka efteråt.
 Istället började hon tre månader senare spela med Entente Sportive Le Cannet-Rocheville i Frankrike, med vilka hon spelade till 2019. Därefter har hon spelat för Osasco Voleibol Clube (2019-2020), CSM Târgoviște (2020-2021) och SK Prometej (2021-2022). Vid CEV Champions League 2021–2022 var hon näst bästa poängvinnare i hela tävlingen.
Efter Rysslands invasion av Ukraina 2022 gick hon 1 mars 2022 över till Volero Le Cannet, där hon ersatte skadade Sheridan Atkinson under våren. Därefter gick hon vidare till Beijing BAIC Motor I början av 2023 gick hon över till Bolu BSK i Turkiet.